# Star Radio
Star Radio est une station de radio indépendante du Libéria. Fondée en 1997, elle émet 17 heures par jour.

## Financement
À l'origine, la station est financée par l'Agence des États-Unis pour le développement international, une agence de l'État américain chargée du développement.  Depuis la fin de la guerre civile, les principaux donateurs sont la Suisse, le Royaume-Uni, les Pays-Bas, la Norvège, et l'Union européenne. C'est la fondation Hirondelle, une association consacrée au développement des médias dans le monde, qui gère le budget de la radio et qui a fourni l'entraînement nécessaire à son fonctionnement.

## Diffusion
La radio émet actuellement en 18 langues: anglais libérien, anglais, français, Bassa, Belleh, Dan, Dey, Gbandi, Gbe, Gola, Grebo, Kissi, Kpelleh, Krahn, Kru, Lorma, Mandingo, Mano, Mende, Sarpo, et Vai. Elle le fait par ondes courtes, par modulation de fréquence et par Internet.

## Histoire
Star Radio est fondée en 1997. Au cours de l'élection présidentielle de 1997 elle donne la parole à tous les partis politiques en présence. Elle diffuse alors en modulation de fréquence et en ondes courtes, et ce en 17 langues, dont l'anglais et le français. Mais le nouveau président, Charles Taylor, s'en prend à la station: il interrompt la diffusion par ondes courtes en 1998, suspend ses émissions durant un mois en janvier 1998, l'accuse de diffuser des messages de haine envers le gouvernement, puis provoque sa fermeture le 15 mars 2000.
La guerre civile opposant deux mouvements rebelles à Charles Taylor tourne au désavantage de ce dernier qui quitte le pays. Le 3 novembre 2003 le nouveau président autorise de nouveau Star Radio à émettre. Mais ce n'est que le 25 mai 2005 qu'elle émet à nouveau.